# The Masses
The Masses va ser una revista cultural i política de periodicitat mensual publicada a Nova York entre 1911 i 1917 de contingut socialista i feminista.

## Història
Va ser fundada per l'immigrant neerlandès Piet Vlag, que va romandre un any al capdavant de la publicació. Posteriorment, Max Eastman en va ser l'editor en una segona etapa iniciada el 1912. Hi van destacar col·laboradors com John Reed, Floyd Dell, Boardman Robinson, Louise Bryant, Dorothy Day o John Sloan, entre d'altres. Va ser clausurada el 1917 pel Govern federal dels Estats Units en aplicació de la Llei d'Espionatge «per conspirar per obstruir el reclutament militar als Estats Units» durant la Primera Guerra Mundial.
Entre les posicions defensades en els articles de la revista, David Oshinsky n'assenyala algunes com «l'amor lliure, el divorci, el control de natalitat, l'acceptació dels homosexuals i la satisfacció sexual de la dona». La seva successora va ser la revista The Liberator i, després, New Masses.